# Supply chain management
Supply Chain Management er ledelse af integrerede forretningsprocesser på tværs af forsyningskæden, der frembringer produkter, serviceydelser og information af værdi for kunden.
Når virksomhedens ledelse betragter virksomhedens værdikæde i samspil med andre virksomheder i forsyningskæden, bruges udtrykket Supply Chain Management.
| Erhverv og erhvervsliv | Spire Denne artikel om erhverv, erhvervsliv og arbejdsmarked er en spire som bør udbygges. Du er velkommen til at hjælpe Wikipedia ved at udvide den. |